# Бульвар Гетьмана Сагайдачного
Бульвар Гетьмана Сагайдачного (укр. Бульвар Гетьмана Сагайдачного — улица в Одессе, от Аллеи Славы в парке Шевченко до пересечения с улицей Леонтовича.

## История
Название Лидерсовский получил в 1906 году, в честь графа Александра фон Лидерса (1790—1874), российского генерала немецкого происхождения. В XIX веке на месте д. 3 на бульваре находилось его, Лидерса, имение. Это название бульвар носил в 1906—1927 и в 1995—2024 годах.
В доме № 17 (угол с улицей Веры Инбер) родился и жил герой первой русской революции Пётр Петрович Шмидт (1867—1906).
27 августа 1927 году бульвар был переименован в честь русского революционера Феликса Дзержинского (1877—1926). 18 мая 1995 года было возвращено историческое название.

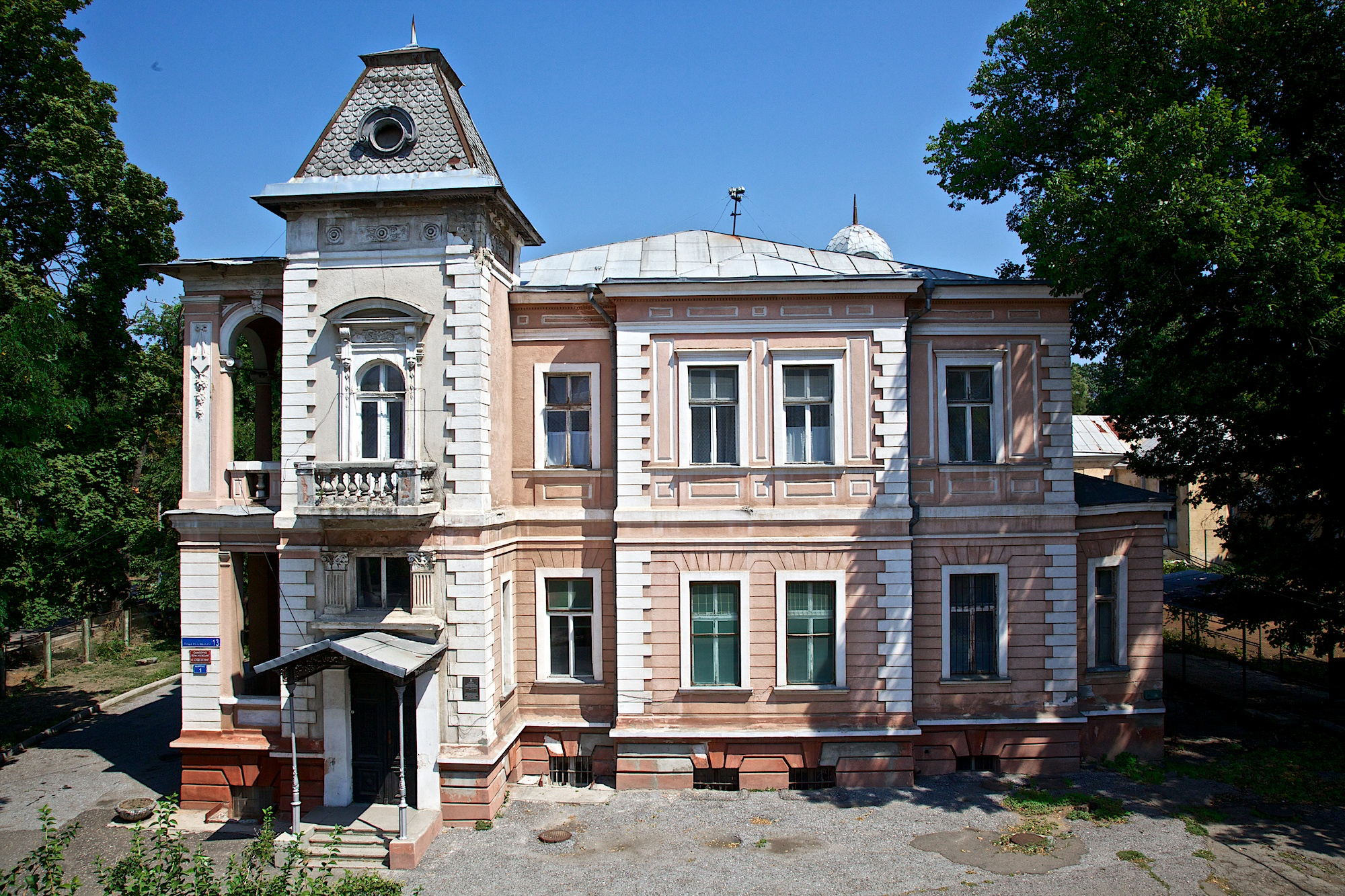
«Дача Маразли»

Современное название получил в 2024 году, в честь Гетьмана Пётра Сагайдачного.
На бульваре есть несколько памятников архитектуры :
д. 11 — Храм в честь святителя Луки Крымского и мученицы Валентины УПЦ Одесской Епархии
д. 19;
здание института курортологии;
д. 13 — «Дача Маразли»
д. 21 — особняк Фабрицкого